# Namárië

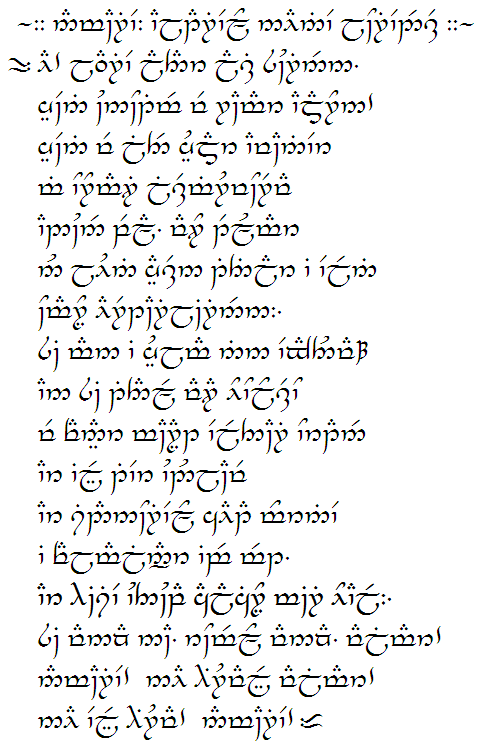
Poema "Namárië" de Tolkien, escrito em Quenya.

Namárië é um poema de J. R. R. Tolkien escrito em Quenya, uma língua artificial, e publicado pela primeira vez em O Senhor dos Anéis (no volume The Fellowship of the Ring, livro 2, capítulo "Adeus a Lórien"). Ele tem o subtítulo "Lamento de Galadriel em Lórien", que em Quenya é Altariello nainië Lóriendessë. O poema aparece apenas em um outro livro de Tolkien, The Road Goes Ever On.
A palavra Quenya namárië é uma forma reduzida de á na márië, que significa literalmente "estar bem", uma fórmula élfica usada para cumprimentar e para o adeus.
"Namárië" é o mais longo texto Quenya do O Senhor dos Anéis e também um dos mais longos textos contínuos em Quenya que já foi escrito por Tolkien. Foi reescrito várias vezes pelo autor antes de atingir a forma que foi publicado. Muitas versões em Tengwar foram feitas por Tolkien. Uma tradução para o inglês é fornecida no livro.